# مرغابی اهلی
مرغابی اهلی (به انگلیسی: Domestic duck) یا اردک اهلی گونه‌ای مرغابی است که برای گوشت، تخم و پر پرورش داده می‌شود. برخی از اردک‌ها برای نمایش به عنوان جانور خانگی یا ارزش‌های زینتی نگهداری می‌شوند. تقریباً همه گونه‌های اردک اهلی‌شده (به جز مرغابی اسرائیلی) از مرغابی سرسبز ریشه گرفته و فرگشت یافته‌اند.